# Adolph Göpel
Adolph Göpel (alemany: Gustav Adolph Göpel)  (Rostock, 29 de setembre de 1812 - Berlín, 7 de juny de 1847) va ser un matemàtic alemany.

## Vida i Obra
Göpel no va estar gaire connectat amb els ambients acadèmics i només coneixem d'ell el que van explicar Crelle i Jacobi en un article poc després de la seva mort.
Va viure a Itàlia de jove, ja que un oncle seu era diplomàtic en aquell país. Allà va assistir a alguns curso de la universitat de Pisa. Els seus estudis formals els va començar el 1829 a la Universitat de Berlín on es va doctorar el 1835. A continuació va fer de professor al Werder Gymnasium i a la Royal Realschule, fins que va ser nomenat oficial de la Reial Biblioteca de la Universitat de Berlín.
Göpel és recordat per un article titulat Theoriae transcendentium Abelianarum primi ordinis adumbratio levis, que va ser publicat per Jacobi i Crelle el 1847, poc després de la mort del autor. En aquest treball, Göpel, estenia l'estudi que havia fet deu anys abans Jacobi sobre les funcions el·líptiques, a les funcions abelianes. També va ser un dels primers en estudiar la funció theta en dimensió 2 i els invariants que porten el seu nom.